# 中村米吉 (5代目)
五代目 中村 米吉（ごだいめ なかむら よねきち、1993年（平成5年）3月8日 - ）は歌舞伎役者。屋号は播磨屋。定紋は揚羽蝶、替紋は蔓片喰。歌舞伎名跡「中村米吉」の当代。本名は小川 修平（おがわ しゅうへい）。
叔父に三代目中村又五郎、従兄弟に 四代目中村歌昇、中村種之助がいる。成城大学文芸学部文化史学科中退。所属事務所はEvolue。

## 来歴
- 1993年（平成5年）3月 五代目中村歌六の長男として誕生。
- 2000年（平成12年）7月 歌舞伎座『宇和島騒動』の武右衛門せがれ武之助で父・歌六の前名を継ぎ、五代目中村米吉を襲名して7歳で初舞台。
- 2010年（平成22年）9月の「秀山祭九月大歌舞伎」にて、父の五代目中村歌六、叔父の三代目中村又五郎（当時・歌昇）と共に屋号を萬屋から播磨屋に戻す。
- 2011年（平成23年）から本格的に女方を目指す[3]。
- 2014年（平成26年）9月 名題試験に合格し、同年11月26日名題適任証を取得[4]。
- 2023年（令和5年）10月 重要無形文化財（総合認定／第十六次）に認定され「伝統歌舞伎保存会」会員となる[5][6]。
- 2023年9月 歌舞伎座にて『祇園祭礼信仰記』の雪姫、2024年1月に浅草公会堂にて『本朝廿四孝』の八重垣姫、同年11月に明治座にて『鎌倉三代記』の時姫を演じ、女方の大役である三姫を短期間で制覇した[7]。

## 人物
- 大の甘党であり自身のInstagramに「甘いものは世界を救う」のハッシュタグで日頃食べたスイーツを投稿している[8]。2023年に配信された「中村米吉 悪魔の時間」でも様々なジャンルのスイーツを紹介した。
- 2015年の新春浅草歌舞伎のポスターでピンクのシャツを着用したことがきっかけでピンクのイメージカラーが定着。事あるごとにピンクの衣装の着用などを求められるという[9][10]。
- 自他共に認めるしゃべり好きで、「しゃべりすぎる女形」として自己紹介することもある。自身のInstagramでのライブ配信で1人で2時間以上話すこともある。
- 2024年2月1日、以前より交際をしていた京都出身で元舞妓・芸妓である一般女性と1月22日に入籍していた事を発表した[11][12][13][14]。
- 2024年5月29日、東京・帝国ホテルにて梓夫人との結婚披露宴が行われた[15]。2025年1月5日に夫婦で「新婚さんいらっしゃい!」に出演した[16]。

## 受賞歴
- 2015年、『鳴神』の雲の絶間姫で十三夜会奨励賞[17]
- 2021年 第42回松尾芸能賞新人賞受賞[18][19]
- 2023年10月、『妹背山婦女庭訓』の入鹿妹 橘姫で国立劇場賞優秀賞受賞[20]

## 主な出演

### 歌舞伎
- 2000年7月 歌舞伎座『宇和島騒動』の武右衛門せがれ武之助（初舞台）
- 2012年8月 国立劇場 亀治郎の会『栴檀女道行』の栴檀女
- 2012年12月 国立劇場 伝統歌舞伎保存会研修発表会『一條大蔵譚』の常磐御前
- 2013年12月 国立劇場 伝統歌舞伎保存会研修発表会『仮名手本忠臣蔵 七段目』の遊女おかる
- 2014年3月 歌舞伎座『日本振袖始』の稲田姫（2015年1月にシネマ歌舞伎として劇場公開）
- 2014年9月歌舞伎座 秀山祭九月大歌舞伎『鬼一法眼三略巻・菊畑』の皆鶴姫、『絵本太功記・尼ヶ崎閑居の場』の初菊
- 2015年3月 京都四條南座 三月花形歌舞伎『鳴神』の雲の絶間姫
- 2015年8月 ラスベガス・ベラージオの噴水で行われた『KABUKI Spectacle －Koi Tsukami（鯉つかみ）』の鯉の精
- 2016年1月 新春浅草歌舞伎『与話情浮名横櫛』のお富
- 2016年5月 ラスベガス・MGMグランド デビッド・カッパーフィールド劇場『Japan KABUKI Festival in Las Vegas 2016・獅子王』の白縫姫・傾城乙星
- 2019年6月 歌舞伎座『梶原平三誉石切』の娘梢
- 2020年1月 新春浅草歌舞伎『菅原伝授手習鑑』「寺子屋」の戸浪、『絵本太功記』の初菊、『仮名手本忠臣蔵』「七段目」お軽の三役
- 2021年3月 三月花形歌舞伎『義経千本桜』「川連法眼館」の源義経、静御前、「吉野山」の静御前
- 2022年7月 歌舞伎座『風の谷のナウシカｰ白き魔女の戦記ｰ』のナウシカ
- 2023年3月 - 4月 IHIステージアラウンド東京 新作歌舞伎『ファイナルファンタジーX』のユウナ
- 2023年7月 大阪松竹座 村上元三作 『吉原狐』の泉屋おきち
- 2023年9月 歌舞伎座 『金閣寺』の雪姫（三姫の一つ）
- 2024年1月 新春浅草歌舞伎『本朝廿四孝』の八重垣姫（三姫の一つ）
- 2024年2月-3月 新橋演舞場 スーパー歌舞伎『ヤマトタケル』の兄橘姫・弟橘姫[注 2]
- 2024年11月 明治座 十一月花形歌舞伎『鎌倉三代記』の時姫（三姫の一つ）。
- 2025年3月 三月花形歌舞伎 『妹背山婦女庭訓』の杉酒屋娘お三輪

### 舞台
- オンディーヌ（2022年12月23日 - 25日：ウインクあいち大ホール、2023年1月6日 - 11日：東京芸術劇場シアターウエスト） − オンディーヌ 役
- 方南ぐみ企画公演 朗読劇「青空」（2022年11月4日博品館劇場、 2025年2月6日、俳優座劇場）[21]

### ドラマ
- ママはバーテンダー〜今宵も踊ろう〜（2023年1月19日 - 3月9日、BS-TBS・BS-TBS 4K） - 坂井幸樹 役

### 配信
- Kabuki Pods 〜Yoneトーク〜（2022年1月27日 - 2月25日〈全5回〉、Amazon Audible） - ナレーター[22]
- 中村米吉 悪魔の時間（2023年1月31日 - 12月28日〈全50回〉、AuDee） - パーソナリティ[23]